# 1003
1003 (MIII) je bilo navadno leto, ki se je po julijanskem koledarju začelo na petek.

## Dogodki
- 25. februar - Bitka pri Albesi: sile Kordobskega kalifata premagajo krščansko vojsko.
- 4. maj - Umrlega švabskega vojvodo Hermana II. nasledi njegov sin Herman III.
- 16. maj - Umrlega papeža Silvestra II. nasledi Janez XVII., 140. papež po seznamu[1]. Za papeški položaj ga nominira rimska rodbina Krescencijev[2]. Razen da ima tri sinove, o njem ni kaj znano, njegov pontifikat pa je bil kratek.↓
- 25. december → Umrlega  papeža Janeza XVII. nasledi Janez XVIII., 141. papež po seznamu[3]. Tudi njega nominirajo Krescenciji. ↔1004
- Novi rimsko-nemški cesar Henrik II. premaga mejnega grofa Ivreje Arduina, ki se je leto poprej oklical za kralja Italije.
- (Krščanski) Henrik II. sklene zavezništvo s poganskimi Lutici v boju proti (krščanskemu) poljskemu vojvodi Boleslavu. Le-ta nastavi leto dni poprej izgnanega in nesposobnega Boleslava III. za češkega vojvodo. Drugi češki vojvoda Vladivoj zaradi alkoholizma umre in poljski vojvoda Boleslav Hrabri se sam okliče za češkega vojvodo kot Boleslav IV. Češki. Po drugi strani nemški kralj Henrik II. okliče za novega češkega vojvodo Jaromirja, mlajšega brata Boleslava III. 1004 ↔
- Francoski kralj Robert II. zasede Vojvodino Burgundijo, vendar mu Cerkev ne podeli vodstvenega naziva vojvode. 1016 ↔
- Ogrski kralj Štefan vpade v Transilvanijo, ki ji vlada njegov stric Gujla Mlajši, in začne s pokristjanjevanjem.
- Danci pod vodstvom Svena I. Vilobradega začno invazijo na Anglijo.
- Vikinški raziskovalec Leif Erikson pristane pri današnjem  L'Anse aux Meadowsu v Kanadi.

## Rojstva
- Edvard Spoznavalec, angleški kralj († 1066)
- Konrad II., koroški vojvoda († 1039)
- Herleva, mati Viljema Osvajalca († 1050)

## Smrti
- januar - Vladivoj Češki, vojvoda (* 981)
- 4. maj - Herman II., švabski vojvoda
- 12. maj - Gerbert d'Aurillac (Silvester II.), francoski menih, papež, matematik (* okoli 938)
- 6. november - papež Janez XVII.
- 27. december - Ema Bloiška, vojvodinja Akvitanije, grofica Anjouja, regentinja (* 950)
- Erik Rdeči, vikinški raziskovalec